# Oniella flavomarginata
Oniella flavomarginata är en insektsart som beskrevs av Li och Chen 1999. Oniella flavomarginata ingår i släktet Oniella och familjen dvärgstritar. Inga underarter finns listade i Catalogue of Life.